# Podział administracyjny Pakistanu

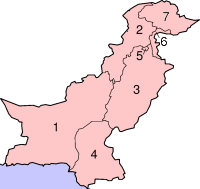
Podział administracyjny Pakistanu

Pierwszy stopień podziału administracyjnego Pakistanu obejmuje 4 prowincje i terytorium stołeczne. Ponadto pod pakistańską administracją znajduje się część Kaszmiru, który podzielony jest na 2 regiony. Prowincje dzielą się dalej na 105 zilli (dystryktów), które są z kolei podzielone są na tehsile. Tehsile stanowią zgrupowania miast i wsi.

## Prowincje i terytoria
Prowincje:
- Beludżystan (nr 1 na mapie)
- Chajber Pasztunchwa (d. Północno-Zachodnia Prowincja Pograniczna, nr 2)
- Pendżab (nr 3)
- Sindh (nr 4)

Terytoria:
- Terytorium Stołeczne Islamabadu (nr 5)

Kaszmir pod administracją pakistańską:
- Azad Dżammu i Kaszmir (nr 6)
- Gilgit-Baltistan (nr 7)